# Francisco Pinelo

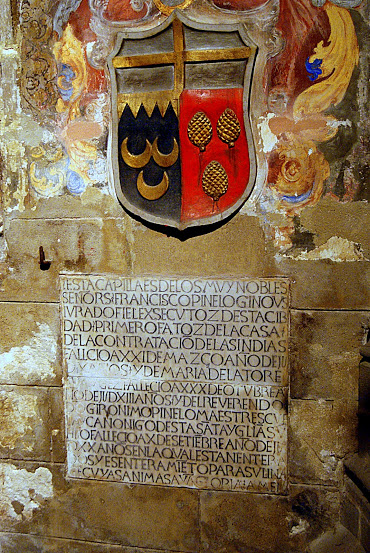
Escudo de los Pinelo y lápida de Francisco Pinelo en la capilla del Pilar de la catedral de Sevilla.

Francisco Pinelo (Génova, Italia, fecha desconocida - Sevilla, 21 de marzo de 1509) fue un rico comerciante genovés que se estableció en España. 

## Biografía
Tras vivir un tiempo en Valencia donde ejerció como agente de la banca de Génova, se trasladó a Sevilla al menos desde 1478. En esta ciudad residió hasta su muerte y obtuvo importantes cargos en el concejo, fue nombrado jurado y fiel ejecutor el 4 de septiembre de 1488 por orden real.

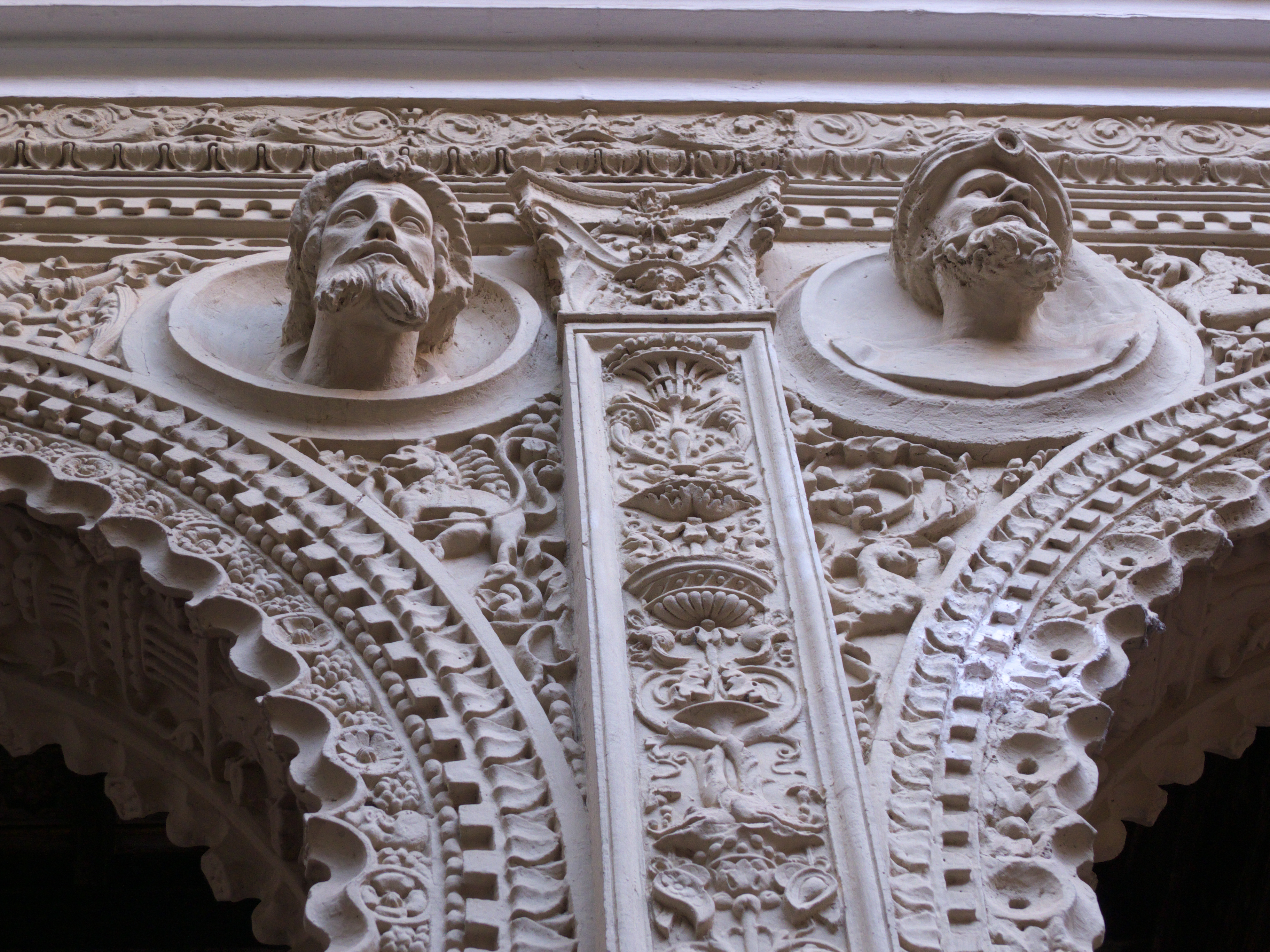
Detalle del patio principal de la Casa de los Pinelo en Sevilla.

Estableció fuertes lazos con la aristocracia local de Sevilla y con Cristóbal Colón, quien dejó escrito que Pinelo hacía por él "todo lo que puede, con buen amor y larga voluntad alegre". En 1492 prestó la importante suma de 8 millones de maravedíes a los Reyes Católicos para financiar la guerra de Granada, el mismo año prestó 1,4 millones para el primer viaje de Colón y en 1493 realizó otro préstamo de un millón de maravedíes destinado a cubrir los gastos del destierro a África de Boabdil, último rey musulmán de Granada.

## Casa de la Contratación
Francisco Pinelo, con la experiencia de haber actuado como tesorero en el segundo viaje de Colón, redactó un memorial titulado Lo que parece se debe proveer para poner en orden el negocio y contratación de las Indias es lo siguiente. Proponía la fundación en Sevilla de una Casa donde se almacenara todo lo que hubiese que enviar a las Indias o se recepcionara todo lo que llegase desde allí. Entre otras, de estas ideas, se gestaría la Casa de la Contratación en Sevilla. 
Cuando este organismo fue creado por la reina Isabel la Católica el 14 de enero de 1503, la corona instituyó tres cargos para asegurar su gestión: un contador, un factor y un tesorero. Pinelo fue nombrado factor, puesto considerado el principal de la institución, teniendo entre sus funciones realizar todas las compras de cualquier género destinadas a Indias por la Hacienda Real y el resguardo de aquellas mercancías que procedentes de América debían pasar a la Real Hacienda, excepto el oro, plata y piedras preciosas que quedaban bajo la jurisdicción del tesorero. Uno de los principales cargos de la Casa de la Contratación quedó así en manos de un mercader privado que seguía comerciando por su cuenta con las Indias, creándose un importante conflicto de intereses.
Según el historiador István Szászdi, Pinelo fue uno de los protegidos de Álvaro de Braganza, presidente del Consejo Real y contador mayor de Castilla.

## Familia
Se casó con María de la Torre, con la que tuvo dos hijos legítimos: Jerónimo Pinelo y Pedro Pinelo, ambos canónigos de la catedral de Sevilla. Por otra parte tuvo otros tres hijos fruto de relaciones extramatrimoniales, aunque reconocidos legalmente: Cristóbal, Luis y Juan Bautista Pinelo. Francisco Pinelo está enterrado junto a su esposa en la capilla del Pilar de la catedral de Sevilla. 

Uno de sus hijos, Jerónimo Pinelo, construyó en la vivienda familiar una magnífica casa-palacio de estilo renacentista en la que residió y donde se encuentran en la actualidad la Academia de Bellas Artes y la Academia de las Buenas Letras de Sevilla. Está situada en el centro histórico de la ciudad, en la calle Abades y es conocida tradicionalmente como Casa de los Pinelo.